# Пожег (приток Выми)
Пожег — река в России, протекает в Республике Коми. Река образуется слиянием рек Войвож (слева) и Лунвож (справа). Устье реки находится в 130 км по правому берегу реки Вымь. Длина реки − 126 км, площадь водосборного бассейна — 1920 км².

## Бассейн
(км от устья)
- 3 км: Мельница-Ёль	(пр)
- 47 км: Кыкводзясьёль (пр)
- 55 км: Орсъю (лв)
- 61 км: Тоем (лв)
  - 47 км: без названия (пр)
- 64 км: Омын (лв)
  - 9 км: Себын (лв)
    - 42 км: без названия (лв)

  - 29 км: без названия (лв)
- 83 км: Йиръю (пр)
  - 12 км: Некрасов-Веськыд (пр)
  - 17 км: Ягвеськыд (пр)
- 104 км: Попанъёль (пр)
- 108 км: Ванюръёль (лв)
- 126 км: Лунвож (пр)
  - 21 км: без названия (лв)
- 126 км: Войвож (лв)
  - 19 км: Иван-Ёль (пр)
  - 26 км: без названия (пр)

## Данные водного реестра
По данным государственного водного реестра России относится к Двинско-Печорскому бассейновому округу, водохозяйственный участок реки — Вычегда от города Сыктывкар и до устья, речной подбассейн реки — Вычегда. Речной бассейн реки — Северная Двина.
Код объекта в государственном водном реестре — 03020200212103000022293.